# Lily Tirinnanzi
Lily Tirinnanzi, all'anagrafe Luisa Tirinnanzi (Alessandria d'Egitto, 27 aprile 1938), è un'attrice e direttrice del doppiaggio italiana.

## Biografia
Tra il 1957 e il 1959 frequenta il corso di recitazione dell'Accademia Nazionale d'Arte Drammatica, con insegnanti come Orazio Costa Giovangigli, Wanda Capodaglio, Sergio Tofano, Jone Morino e Carlo D'Angelo, ottenendo dopo il diploma contratti dalla Rai per partecipazioni alla prosa radiofonica e televisiva, presso la Compagnia di Prosa di Radio Firenze, di Roma e di Torino. Reciterà diretta da registi come Umberto Benedetto, Pietro Masserano Taricco, Mario Ferrero e accanto ad attori come Elena Da Venezia, Lina Volonghi, Luigi Vannucchi, Rina Morelli, Umberto Melnati, Arnoldo Foà.
Nei primi anni sessanta entra come doppiatrice alla CID di Roma, sino a diventare titolare di una propria casa di doppiaggio, la T.D. Production. Nel 1977 è stata titolare del corso di recitazione di avviamento al teatro, allo Stabile di Catania. Nel 2014 calca, insieme al marito Claudio De Davide (con cui è sposata dal 1969), il Red carpet al Festival di Roma per Andiamo a quel paese di Ficarra e Picone. Alla 71ª Mostra internazionale d'arte cinematografica di Venezia è invece presentato Il leone di vetro, che la vede nel ruolo di Orsetta e il marito protagonista.

## Filmografia

### Cinema
- Ostia, regia di Sergio Citti (1970)
- Catene, regia di Silvio Amadio (1974)
- Albergo Roma, regia di Ugo Chiti (1996)
- Ritorno a casa Gori, regia di Alessandro Benvenuti (1996)
- Ovosodo, regia di Paolo Virzì (1997)
- I miei più cari amici, regia di Alessandro Benvenuti (1998)
- Il cielo in una stanza, regia di Carlo Vanzina (1999)
- Al momento giusto, regia di Giorgio Panariello (2000)
- Ho visto le stelle!, regia di Vincenzo Salemme (2003)
- Vengo a prenderti, regia di Brad Mirman (2005)
- Pascoli a Barga, regia di Stefano Lodovichi (2012)
- Andiamo a quel paese, regia di Ficarra e Picone (2014)
- Il leone di vetro, regia di Salvatore Chiosi (2014)

### Televisione
- Il vicario di Wakefield - serie TV, 4 episodi (1959)
- Giallo club - Invito al poliziesco - serie TV, 1 episodio (1960)
- Gente che va, gente che viene - miniserie TV, 1 episodio (1960)
- Cenerentola - film TV (1960)
- Volubile - film TV (1961)
- I protagonisti (Quattro storie per un attore - Tino Buazzelli) - miniserie TV, 2 episodi (1961)
- Ifigenia in Aulide - film TV (1962)
- La cocuzza - film TV (1963)
- Peppino Girella - miniserie TV, 3 episodi (1963)
- Tonio, da un racconto di Guy de Maupassant, regia di Alessandro Brissoni, trasmesso il 18 agosto 1963
- L'abito nuovo - film TV (1964)
- Mia famiglia - commedia TV (1964)
- Un'estate, un inverno - miniserie TV (1971)
- Colpo di grazia alla sezione III - film TV (1981)
- Casa Vianello - serie TV, 1 episodio (1988)
- E non se ne vogliono andare! - film TV (1988)
- E se poi se ne vanno? - film TV (1989)
- Un bambino in fuga - miniserie TV, 3 episodi (1990)
- Un medico in famiglia - serie TV, 1 episodio (1999)
- Distretto di polizia - serie TV, 1 episodio (2000)
- Questa casa non è un albergo - serie TV, 1 episodio (2000)
- Don Matteo - serie TV, 2 episodi (2001)
- Vittorio - Momente des Glücks - film TV (2002)
- Le voyage de Louisa - film TV (2005)
- Storia di Laura - film TV (2011)
- I Cesaroni - serie TV, 1 episodio (2012)

## Doppiaggio

### Cinema
- Anjelica Meissner in Calze nere notti calde
- Marilù Tolo in Dolci inganni
- Lina Zagalla in Il sorpasso
- Elisabetta Gray in Giulietta degli spiriti
- Zane Buzby in Una pazza vacanza di Natale
- Geraldine Chaplin in Red Land (Rosso Istria)

### Telefilm
- Sharon Spelman in Angie

## Prosa radiofonica Rai
- Buonanotte Patrizia, commedia di Aldo De Benedetti, regia di Umberto Benedetto, trasmessa il 18 aprile 1960
- Briggs Squadra omicidi, episodio Morte dell'usuraio, regia di Umberto Benedetto (1961)
- Nozze di sangue, regia di Mario Ferrero (1963)

## Teatro
- Mia Famiglia di Eduardo De Filippo (ed.televisiva 1964)
- L’abito nuovo di Luigi Pirandello e Eduardo De Filippo (ed.televisiva 1964)